# ОШ „Никола Тесла” Бања Лука
ОШ „Никола Тесла” је прва приватна основна школа у Републици Српској. Налази се у Бањој Луци, у Улици Његошева 45а. Име је добила по Николи Тесли српском и америчком проналазач, инжењер електротехнике и машинства и футуриста, најпознатији по свом доприносу у пројектовању модерног система напајања наизменичном струјом.

## Историјат
Почетком 2017. године,покренута је иницијатива за оснивање основне школе која би се заснивала на примјени Монтесори педагогије и била прва приватна основна школа у Републици Српској. Радови на уређењу терена и грађевински радови започели су 2018. године, а школа је добила име по Николи Тесли. У јуну 2020. године и званично је добила дозволу за рад од надлежног министарства. Прва генерација ђака уписана је у школску 2020/2021. године. План и програм рада заснован је на наставном плану и програму рада за основну школу који је прописало Министарство просвјете и културе Републике Српске, а спроводи се примарно по педагошкој методи Монтесори, уз увођење СТЕМ (Science, Technology, Engineering, Mathematics) обуке и уз комбинацију са другим савременим наставним методама. У оквиру школе налазе се и Дјечији вртић и јаслице „Montessori Kindergarten“ за дјецу од 1-6 година. Кампус се простире на 24.000m2.